# Parafia wojskowa św. Sebastiana w Wędrzynie
Parafia wojskowa pw. Świętego Sebastiana w Wędrzynie znajduje się w Dekanacie Wojsk Lądowych Ordynariatu Polowego Wojska Polskiego (do 6 grudnia 2011 roku parafia należała do Śląskiego Dekanatu Wojskowego). 
Obsługiwana jest przez kapelanów wojskowych. Została erygowana 21 stycznia 1993.
Konsekracji kościoła garnizonowego w Wędrzynie dokonał biskup polowy gen. bryg. Tadeusz Płoski 15 maja 2005 roku.
Proboszczem parafii od 1 października 2024 roku jest ks. kpt. Tomasz Wojciechowski.